# ألدوس هاردينج
هانا سيان توب  وتعرف بأسم ألدوس هاردينج (بالإنجليزية: Aldous Harding) هي مغنية نيوزيلاندية ولدت في 1990 في بلدة ليتلتون.

## روابط خارجية
ألدوس هاردينج على موقع IMDb (الإنجليزية)
- ألدوس هاردينج على موقع ميوزك برينز (الإنجليزية)
- ألدوس هاردينج على موقع أول ميوزيك (الإنجليزية)
- ألدوس هاردينج على موقع ديسكوغز (الإنجليزية)